# 1. česká futsalová liga 2000/2001
V soubojích 9. ročníku 1. české futsalové ligy 2000/01 se utkalo v základní části 14 týmů dvoukolovým systémem podzim – jaro. Do vyřazovací části postoupilo prvních osm týmů v tabulce. Nováčky soutěže se staly týmy Megas Frenštát pod Radhoštěm (vítěz 2. ligy – sk. Východ) a FC Torf Pardubice (2. místo ve 2. lize – sk. Východ). Vítězem základní části soutěže se stal tým FC Pramen Havlíčkův Brod. Jediným sestupujícím se stal tým FC Gillotina Choceň, předposlední Slovan Havířov zachránil v lize zánik Baníku Ostrava. Po sezóně převedl tým Bohemians/Damned Praha prvoligovou licenci pražskému Benagu. Vítězem soutěže se stal tým FC Pramen Havlíčkův Brod, který ve finále porazil tým FC Total Slavík Bakov nad Jizerou 2:0 na zápasy.

## Kluby podle krajů
- Praha (2): Bohemians/Damned Praha, FK Viktoria Žižkov
- Středočeský (1): FC Total Slavík Bakov nad Jizerou
- Liberecký (1): SK Alfa Liberec
- Pardubický (3): FC Gillotina Choceň, FC Torf Pardubice, 1. FC Nejzbach Vysoké Mýto
- Vysočina (1): FC Pramen Havlíčkův Brod
- Jihomoravský (1): Helas Brno
- Moravskoslezský (5): Megas Frenštát pod Radhoštěm, Slovan Havířov, SK Cigi Caga Jistebník, FC Baník Ostrava, FC Mikeska Ostrava

## Základní část
Zdroj: 
| Poř. | Tým                               | Z  | V  | R | P  | VG  | OG  | B  |
| ---- | --------------------------------- | -- | -- | - | -- | --- | --- | -- |
| 1.   | FC Pramen Havlíčkův Brod          | 26 | 20 | 0 | 6  | 141 | 91  | 60 |
| 2.   | FC Total Slavík Bakov nad Jizerou | 26 | 19 | 1 | 6  | 119 | 81  | 58 |
| 3.   | SK Cigi Caga Jistebník            | 26 | 18 | 3 | 5  | 108 | 50  | 57 |
| 4.   | FC Mikeska Ostrava                | 26 | 14 | 5 | 7  | 123 | 83  | 47 |
| 5.   | FK Viktoria Žižkov                | 26 | 14 | 3 | 9  | 117 | 104 | 45 |
| 6.   | 1. FC Nejzbach Vysoké Mýto        | 26 | 13 | 3 | 10 | 139 | 116 | 42 |
| 7.   | FC Baník Ostrava                  | 26 | 11 | 4 | 11 | 109 | 117 | 37 |
| 8.   | Helas Brno                        | 26 | 9  | 7 | 10 | 95  | 91  | 34 |
| 9.   | FC Torf Pardubice                 | 26 | 10 | 4 | 12 | 104 | 101 | 34 |
| 10.  | Megas Frenštát pod Radhoštěm      | 26 | 10 | 2 | 14 | 110 | 119 | 32 |
| 11.  | SK Alfa Liberec                   | 26 | 7  | 4 | 15 | 108 | 164 | 25 |
| 12.  | Bohemians/Damned Praha            | 26 | 7  | 2 | 17 | 95  | 125 | 23 |
| 13.  | Slovan Havířov                    | 26 | 4  | 4 | 18 | 69  | 142 | 16 |
| 14.  | FC Gillotina Choceň               | 26 | 4  | 2 | 20 | 82  | 135 | 14 |

Poznámky
- Z = Odehrané zápasy; V = Vítězství; R = Remízy; P = Prohry; VG = Vstřelené góly; OG = Obdržené góly; B = Body

|  | Postup do vyřazovací části soutěže    |
|  | Klub se po sezóně přihlásil do Divize |
|  | Klub po sezóně zanikl                 |
|  | Sestup do příslušné skupiny 2. ligy   |

## Vyřazovací část

### Čtvrtfinále
Zdroj: 
| Tým A                    | Výsledek série | Tým B                      | Výsledky jednotlivých zápasů |
| ------------------------ | -------------- | -------------------------- | ---------------------------- |
| FC Pramen Havlíčkův Brod | 2:0            | Helas Brno                 | 8:4, 8:3                     |
| FC TS Bakov nad Jizerou  | 2:1            | FC Baník Ostrava           | 5:3, 3:4, 7:2                |
| SK Cigi Caga Jistebník   | 2:0            | 1. FC Nejzbach Vysoké Mýto | 6:5pp, 5:2                   |
| FC Mikeska Ostrava       | 2:1            | FK Viktoria Žižkov         | 3:3pp (2:4pk), 5:4pp, 6:3    |

### Semifinále
Zdroj: 
| Tým A                    | Výsledek série | Tým B                  | Výsledky jednotlivých zápasů |
| ------------------------ | -------------- | ---------------------- | ---------------------------- |
| FC Pramen Havlíčkův Brod | 2:0            | FC Mikeska Ostrava     | 7:5, 5:4                     |
| FC TS Bakov nad Jizerou  | 2:0            | SK Cigi Caga Jistebník | 2:2pp (4:2pk), 3:2           |

### Finále
Zdroj: 
| Tým A                    | Výsledek série | Tým B                   | Výsledky jednotlivých zápasů |
| ------------------------ | -------------- | ----------------------- | ---------------------------- |
| FC Pramen Havlíčkův Brod | 2:0            | FC TS Bakov nad Jizerou | 5:4, 4:4pp (4:2pk)           |

## Vítěz
| 1. celostátní liga 2000/01 FC Pramen Havlíčkův Brod (1. titul) |